# هادي فياض (لاعب كرة قدم)
هادي فياض (مواليد 22 يناير 2000) هو لاعب كرة قدم ماليزي.

## وصلات خارجية
- هادي فياض على موقع رابطة كرة القدم اليابانية للمحترفين (اليابانية)
- هادي فياض على موقع قاعدة بيانات كرة القدم.إي يو (الإنجليزية)
- هادي فياض على موقع Soccerway.com (الإنجليزية)
- هادي فياض على موقع عالم كرة القدم.نت (الإنجليزية)